# Громадянська війна в Парагваї (1922—1923)
Громадя́нська війна́ в Парагва́ї (ісп. La Guerra Civil Paraguaya) — озброєне зіткнення між політичними силами в Парагваї, що відбулося в 1922—1923 роках.

## Політична обстановка напередодні війни
Республіка Парагвай на початку XX століття був за південноамериканськими мірками порівняно відсталою країною. Основу національного виробництва становило сільське господарство. Експорт був практично відсутній, велику частину його складав мате (парагвайський чай). Все це посилювалося наслідками щодо недавньої Війни Потрійного альянсу, в якій Парагвай втратив більшу частину свого населення, особливо чоловіків.
При цьому в країні існували різні політичні сили, що в основному виражали інтереси визначених великих землевласників і представників банківсько-фінансової еліти. Значним впливом користувалися також окремі представники вищого офіцерського складу. Разом зі всім цим, перші десятиліття 20 століття, відомі в історії Парагваю як «ліберальні десятиліття», були насичені напруженою політичною боротьбою, переворотами і озброєними зіткненнями. Наприклад, у період із Серпневої революції 1904 року по 1922 рік в Парагваї змінилося 15 президентів і 21 кабінет міністрів. Основна боротьба йшла між так званими радикалами (radicales) і «сівікос» (сívicos). У цю боротьбу неодноразово втручалися збройні сили Парагваю.

## Парагвайська армія і флот
Парагвайська армія на початку 1920-х років мала у своєму складі близько 5000 осіб. Полків в армії не було, піхота була підрозділена на чотири трироти, батальйони і саперну роту, кавалерія була зведена в чотири ескадрони і окремий жандармський ескадрон. Були також дві артилерійські батареї.
Флот складався з двох річкових канонерських човнів і кількох озброєних катерів. Військової авіації практично не існувало.
Всі військові частини розділялися на чотири зони і розміщувалися в різних частинах країни — в Енкарнасьйоні, Парагуарі, Вільярриці і Консепсьйоні. Керував озброєними силами військовий міністр. Вище офіцерство складалося з одного генерала і п'ятьох полковників. Офіцерські кадри готувалися у військовому училищі з п'ятирічним курсом і курсантських класах для офіцерів флоту, розташованих у столиці країни — Асунсьйоні.
У збройних силах були сильні германофільські настрої: навіть армійська форма була копією німецької часів Першої світової війни. Також в армії служила велика кількість іноземних офіцерів, багато з яких були німцями. В той же час багато офіцерів з парагвайців перебували в опозиції до зростання впливу германофілів в армії.

## Передумови громадянської війни
У 1911 році президент-радикал Мануель Ґондра вже втрачав владу в результаті перевороту, здійсненого командувачем озброєними силами полковником Альбіно Харою на користь сівікос. Через рік, за який в країні встигли змінитися чотири президенти (Альбіно Хара, Ліберато Марсіаль Рохас, Педро Пабло Пеньйо і Еміліано Гонсалес Наверо), влада знову перейшла до радикалів в особі нового президента Едуардо Шерера, в уряді якого військовим міністром став той же Мануель Ґондра. Проте незабаром серед радикалів намітився розкол — з них виділилися фракції «шереристів» (schaereristas) і «гондристів» (gondristas). Коли в 1920 році на президентських виборах знову переміг Мануель Гондра, шерерісти стали активно готуватися до його насильного усунення.
29 жовтня 1921 року військовий міністр-шерерист полковник Адольфо Ширіфе за підтримки розквартированого в столиці піхотного батальйону змусив президента Ґондру подати у відставку. Проте парламент країни підтримав гондористів, і віце-президент Фелікс Пайва, що вступив у виконання обов'язків президента країни, змістив Ширіфе з посади і перевів у віддалений округ. При цьому виник розкол і в армії: велика частина офіцерів (в основному — з іноземців) підтримували Ширіфе, менша ж, — парламент. Новим президентом став один з видних гондраїстів — Еусебіо Аяла (Eusebio Ayala).
На сторону Ширіфе відкрито перейшли командувачі округами полковники Педро Мендоса й Франсіско Брісуела, вірним уряду залишився тільки новий військовий міністр полковник Рохас (Rojas) і начальник військового училища полковник Шеноні Луго (Manuel Schenoni Lugo). Командувач — генерал Ескобар — з причини подій, що відбуваються, віддалився в свій маєток, пославшись на хворобу.

## Сили сторін
У травні 1922 року Ширіфе відкрито підняв заколот і наказав військовим частинам, що підтримували його, зайняти столицю країни — місто Асунсьйон. Бунтівники стали називати себе «конституціоналістами», оскільки однією з їх вимог була зміна конституції країни. Прихильники діючих президента і парламенту отримали назву «лоялістів». На початку заколоту перевага сил була на стороні конституціоналістів: загалом їм підкорялися два піхотних батальйони, кавалерійський ескадрон, окрема піхотна рота, дві кулеметні роти, дві батареї гірських гармат — всього близько 1700 людей. Проте ці підрозділи були розсіяні по всій території країни, знаходячись в різних військових округах. Лоялістські підрозділи були сконцентровані в столиці країни: піхотна рота, саперна рота, кулеметний взвод, два кавалерійські ескадрони (зокрема «ескорт президента»), кадети військового училища — всього близько 600 людей. Також на стороні лоялістов виступив флот: навчальне судно «Адольфо Рікельме» (Adolfo Riquelme), патрульні судна «Тріунфо» (El Triunfo) і «Коронель Мартінес» (Coronel Martinez), кожне з яких мали на озброєнні 76-мм гармати Віккерса.

## Хід бойових дій
Перше озброєне зіткнення відбулося 8 червня 1922 року, коли сили бунтівників підійшли до околиць Асунсьйона. У цих боях лоялісти активно використовували свою перевагу в кавалерії, раптовими атаками розсіюючи піхоту супротивника. Чималу роль в обороні столиці зіграли також добровольчі частини (близько 1000 осіб), ініціативу у формуванні яких проявила профспілка портових робітників. Після успішного відбиття нападу на столицю лоялісти стали тіснити супротивника на південний схід, у напрямку до міст Ягуарон і Парагуарі.
Ширіфе, в очікуванні підкріплення — піхотного батальйону полковника Брісуела — з яким його розділяло 500 км, відходив на південь країни. На цьому етапі лоялісти стали задіювати перші літаки парагвайської військової авіації: один винищувач SPAD Herbemont S.XX, два розвідувальних SAML A.3, два винищувачі-бомбардувальники Ansaldo SVA 5 і один бомбардувальник Ansaldo SVA 10, які прибули, найнявши також британських та італійських льотчиків, що літали на них. Крім того, прискореними темпами формувалися нові піхотні, кавалерійські і артилерійські частини.
31 липня 1922 року лоялісти зайняли місто Вільяррика на південному сході країни, на той час друге за населенням місто Парагваю. У серпні цього ж року на стороні лоялістів з'явився бронепоїзд з 190-міліметровими морськими гарматами, виготовлений в арсеналі Асунсьйона, а на стороні Ширіфе — авіація в кількості трьох Ansaldo SVA 5 і одного Ansaldo SVA 10, що прибула через Аргентину (два літаки в жовтні 1922 року перелетіло до Аргентини, решта була захоплена лоялістами).
У листопаді 1922 року війська лоялістів взяли штурмом місто Енкарнасьйон, розташоване на березі річки Парана. Після втрати Енкарнасьйона бунтівні частини були вимушені відступити в малозаселені райони північної частини країни.
18 травня 1922 року лідер заколоту полковник Ширіфе помер від пневмонії, і новий командир конституціоналістів, полковник Мендоса, склав план просування своїх військ в обхід великих населених пунктів, що контролювалися лоялістами, на захоплення Асунсьйона. Цей план вдався, і ввечері 9 липня 1923 року частини лейтенант-полковника Брісуела практично без опору увійшли до столиці країни. Проте уряд встиг завчасно покинути Асунсьйон, з міста були також вивезені державна казна і всі продовольчі та речові запаси. Моральний стан тих з бунтівників, що сподівалися на багаті трофеї, було підірвано, і зважаючи на великі сили лоялістів, що наближалися до міста, Брісуела відступив до містечка Вільєта на межі з Аргентиною, де й склав зброю.

## Підсумки війни
В результаті громадянської війни 1922—1923 років економіка Парагваю була значно підірвана. Проте разом з тим Парагвай отримав краще озброєну і сильнішу армію. Також у її складі з'явився новий для цієї країни рід військ — військово-повітряні сили.
Бойові дії проявили таланти молодих парагвайських офіцерів — майбутнього командувача парагвайською армією Хосе Фелікса Естіґаррібія, Франсіско Кабальєро Альвареса, Ніколаса Дельґадо, Карлоса Фернандеса, Рафаеля Франко — які отримали можливість зайняти достатньо високі пости в армії.
Ці чинники неабиякою мірою сприяли тому, що через 10 років Парагвай здобув перемогу над набагато сильнішою Болівією в Чакській війні.